# Ле-Фрети
Ле-Фрети́ (фр. Le Fréty) — коммуна во Франции, находится в регионе Шампань — Арденны. Департамент — Арденны. Входит в состав кантона Рюминьи. Округ коммуны — Шарлевиль-Мезьер.
Код INSEE коммуны — 08182.
Коммуна расположена приблизительно в 175 км к северо-востоку от Парижа, в 90 км севернее Шалон-ан-Шампани, в 32 км к западу от Шарлевиль-Мезьера.

## Население
Население коммуны на 2008 год составляло 68 человек.
| 1962 | 1968 | 1975 | 1982 | 1990 | 1999 | 2008 |
| ---- | ---- | ---- | ---- | ---- | ---- | ---- |
| 101  | 104  | 72   | 77   | 72   | 71   | 68   |

## Администрация
| Период | Период | Фамилия            | Партия | Должность |
| ------ | ------ | ------------------ | ------ | --------- |
| 2001   | 2008   | Жанин Кювелье-Ютен |        |           |
| 2008   |        | Мишель Делам       |        |           |

## Экономика
В 2007 году среди 53 человек в трудоспособном возрасте (15—64 лет) 29 были экономически активными, 24 — неактивными (показатель активности — 54,7 %, в 1999 году было 46,5 %). Из 29 активных работали 24 человека (17 мужчин и 7 женщин), безработных было 5 (3 мужчин и 2 женщины). Среди 24 неактивных 4 человека были учениками или студентами, 8 — пенсионерами, 12 были неактивными по другим причинам.

## Фотогалерея

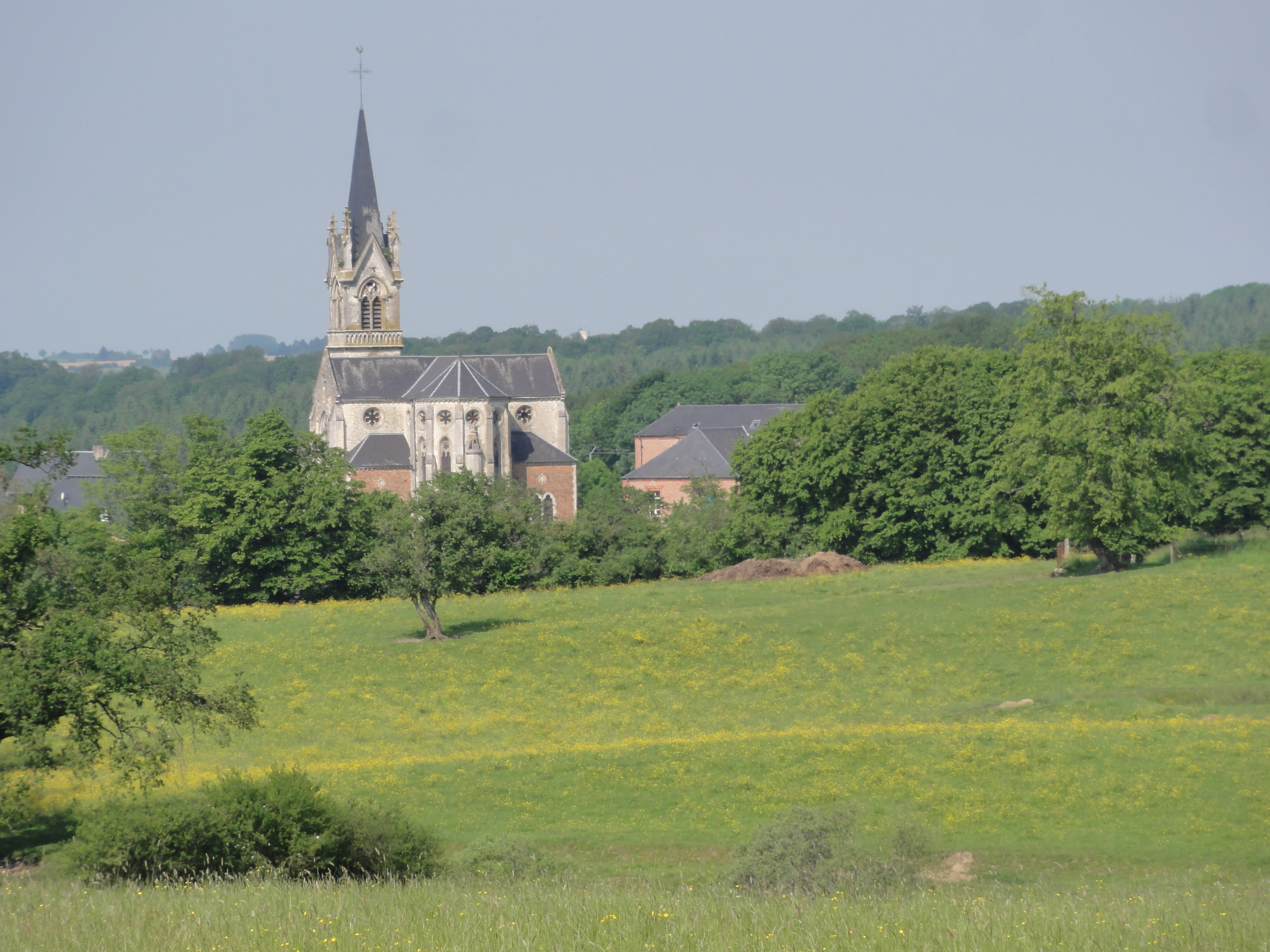
Церковь
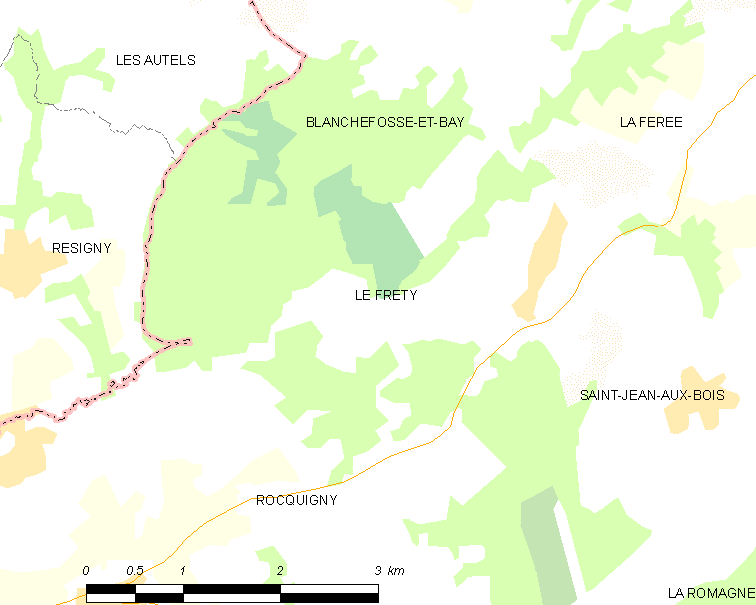
Карта коммуны